# Don't Ask (Sonny Rollins)
Don't Ask è un album in studio del sassofonista jazz statunitense Sonny Rollins, pubblicato nel 1979.

## Tracce
Tutte le tracce sono state composte da Sonny Rollins, eccetto dove indicato.

1. Harlem Boys - 7:06
2. The File (Larry Coryell) - 4:14
3. Disco Monk - 7:45
4. My Ideal (Newell Chase, Leo Robin, Richard A. Whiting) - 3:41
5. Don't Ask - 4:27
6. Tai-Chi - 4:49
7. And Then My Love I Found You - 6:14

## Formazione
- Sonny Rollins – sassofono tenore, lyricon, piano
- Mark Soskin – piano, piano elettrico, sintetizzatore (tracce 1, 3, 5-7)
- Larry Coryell – chitarra elettrica (2-5, 7)
- Jerome Harris – basso elettrico (1, 3, 5-7)
- Al Foster – batteria (1, 3, 5-7)
- Bill Summers – conga, percussioni (1, 3, 5-7)